# (99942) Apophis
(99942) Apophis (prèviament conegut per la seva designació provisional 2004 MN₄) és un asteroide amb una òrbita pròxima a la de la Terra que va causar un breu període de preocupació el desembre de 2004, ja que les primeres observacions indicaven una probabilitat relativament alta de col·lisió amb la Terra l'any 2029. Tanmateix, observacions addicionals van ajudar a millorar-ne el càlcul de l'òrbita, eliminant la possibilitat d'un impacte amb la Terra o la Lluna pel 2029. Tot i això, encara hi ha certa probabilitat de col·lisió els anys 2036 i 2069 (sent el 13 d'abril de 2036 la data més probable). Per tot això, l'asteroide es manté al nivell 1 de l'escala de Torí.

## Descobriment
Va ser descobert el 19 de juny de 2004 per Roy A. Tucker, David J. Tholen, i Fabrizio Bernardi des del Kitt Peak National Observatory, a Arizona (EUA). Va ser observat durant tan sols dues nits i no va tornar a ser vist fins que el 18 de desembre del mateix any va ser redescobert per Gordon Garradd des d'Austràlia. En els dies següents, altres observacions des de diferents punts del planeta van permetre al Minor Planet Center confirmar la connexió entre els dos descobriments.

## Característiques
Pertany al grup dels asteroides Aton, asteroides amb semieix major de menys d'una unitat astronòmica. En particular, Apophis té un període orbital de 323 dies i la seva trajectòria el porta a travessar l'òrbita de la Terra dues vegades en cada volta al Sol.
Basant-se en la seva brillantor, la seva longitud es va estimar en 415 m; una estimació més refinada basada en observacions espectroscòpiques mitjançant el Infrared Telescope Facility de la NASA situat a Hawaii, va donar una mesura de 320 m. La seva massa s'ha estimat en 4,6·10¹⁰kg.

## Nom
Inicialment, va rebre la designació provisional 2004 MN₄. Quan la seva òrbita va poder ser calculada amb la suficient exactitud, va rebre el número permanent 99942 (el 24 de juny de 2005), convertint-se en el primer asteroide numerat amb probabilitats de col·lisió amb la Terra. El fet de rebre un número va fer que fos candidat a ser batejat, i poc després va rebre el nom "Apophis" (19 de juliol de 2005). Apofis és el nom grec per a l'antic déu egipci Apep, "el destructor" que habita en la foscor eterna del Duat (inframón) i cada nit intenta destruir al Sol (el déu Ra).
Encara que l'Apofis mitològic, resulta ser un nom apropiat, se sap que Tholen i Tucker (dos dels descobridors) són fans de la sèrie de televisió Stargate SG-1. En les primeres temporades de la sèrie, el principal enemic dels humans és un alienígena anomenat Apophis que representa ser el déu egipci i el principal objectiu del qual és destruir la Terra.

## Aproximacions i perill d'impacte
Poc després del seu descobriment, diversos sistemes de càlcul de trajectòries de tot el món van calcular la pròxima data de màxima aproximació, coincidint tots ells en el 13 d'abril de 2029. En aquest dia, Apophis brillarà com una estrella de magnitud 3,3 (visible a ull nu). Aquesta aproximació serà visible des d'Europa, Àfrica i l'oest d'Àsia.
Seguidament es va calcular també la probabilitat d'impacte. Contràriament al que és habitual, durant els primers dies les noves observacions van fer augmentar la probabilitat d'impacte en lloc de reduir-la, arribant aquesta fins a un 2,7% (1 entre 37). Aquesta relativament alta probabilitat combinada amb la mida de l'asteroide van fer que Apophis aconseguís el nivell 4 a l'escala de Torí i 1,10 a l'escala de Palerm. Aquest valors són els més elevats que qualsevol asteroide ha aconseguit mai.
El 27 de desembre, Apophis va ser trobat en imatges prèvies a la data del descobriment i el càlcul de l'òrbita va poder ser millorat, eliminant qualsevol possibilitat de col·lisió pel 2029 però mantenint un cert risc pel 2036.